# Xã Browns Creek, Quận Jewell, Kansas
Xã Browns Creek (tiếng Anh: Browns Creek Township) là một xã thuộc quận Jewell, tiểu bang Kansas, Hoa Kỳ. Năm 2010, dân số của xã này là 50 người.